# Găluște cu prune
Els găluște cu prune (lit. "boletes de prunes"; en alemany: Zwetschkenknödel; en hongarès: szilvás gombóc; en txec: švestkové knedlíky) són una mena de postres tradicionals originàries dels països que conformaven l'Imperi Austrohongarès elaborades amb patates, farina, ous i prunes.
Es fa en forma de boles de massa farcides de fruita (prunes) que després es bullen amb aigua, s'escorren i s'enrotllen en una barreja de pa ratllat i sucre caramel·litzat. Es poden utilitzar prunes fresques o fins i tot seques.